# Justicia striata
Justicia striata är en akantusväxtart. Justicia striata ingår i släktet Justicia och familjen akantusväxter.

## Underarter
Arten delas in i följande underarter:
- J. s. insularis
- J. s. striata